# Nề ngõa

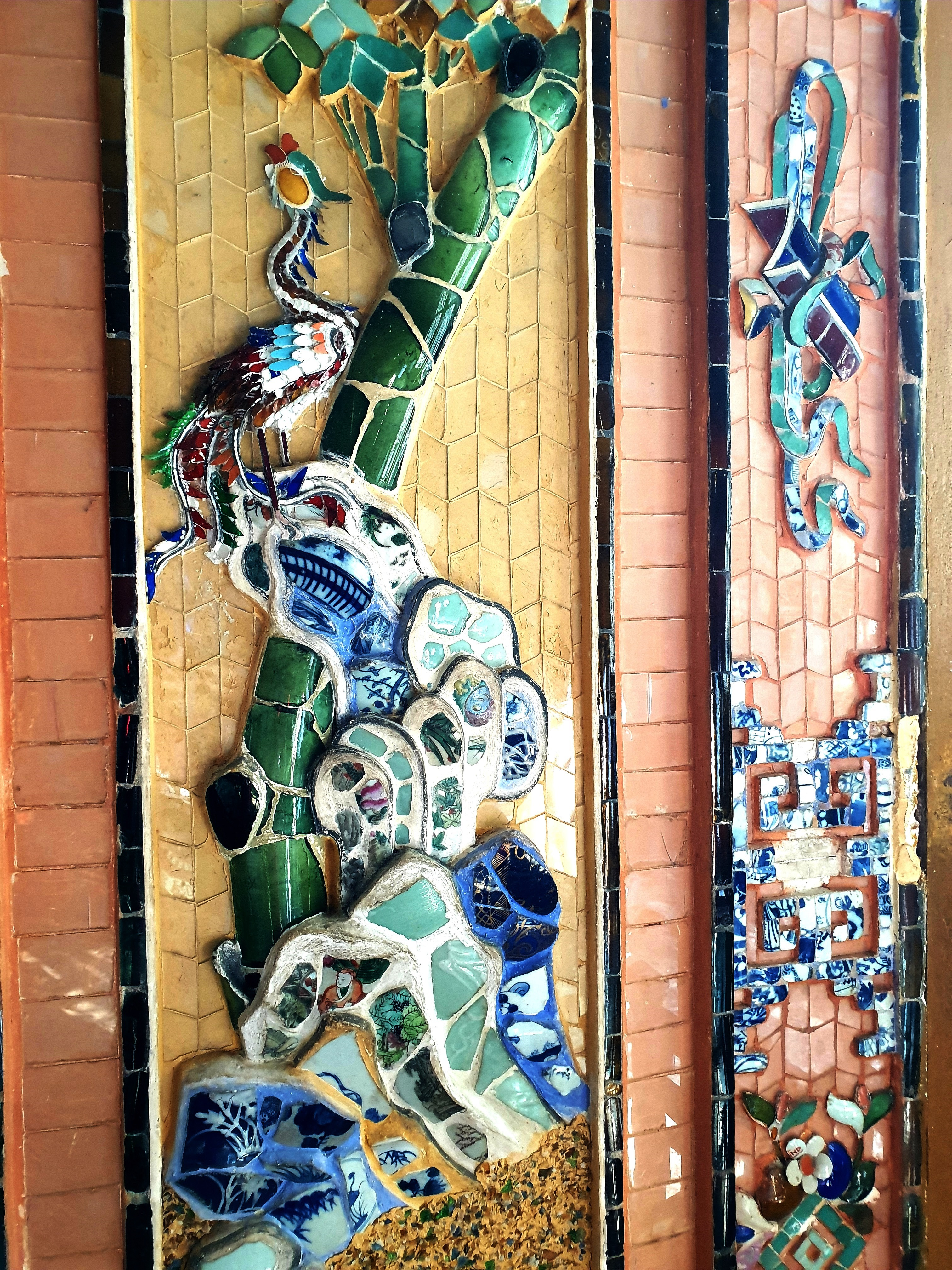
Khảm sành sứ tại lăng Khải Định

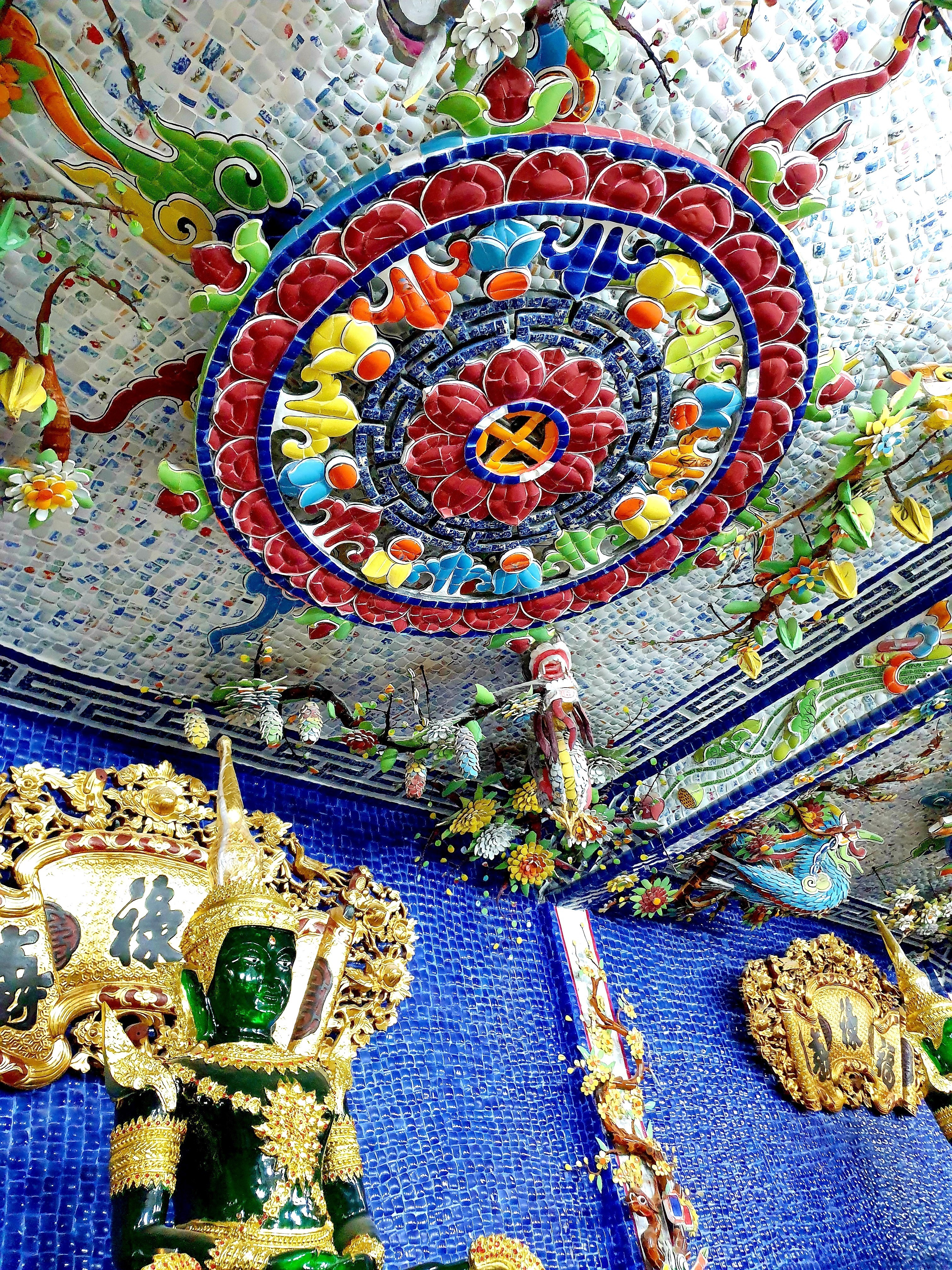
Khảm sành sứ tại chùa Linh Phước

Nề ngõa là kĩ thuật xây dựng cổ, sử dụng các nguyên vật liệu truyền thống như vôi vữa, bả màu, sành sứ,… để xây dựng và tạo nên những trang trí nội, ngoại thất hay những phù điêu khảm đắp nổi ở các công trình lăng tẩm, đền đài, phủ đệ trong thời phong kiến. Nề có nghĩa là xây, xoa làm cho nhẵn. Ngõa có nghĩa là ngói. Khái niệm này không còn được phổ biến ngày nay bởi nguyên vật liệu không thông dụng, kĩ thuật thủ công và tạo hình không hợp dáng dấp ngôi nhà hiện đại.

## Lịch sử
Kĩ thuật nề ngõa bắt nguồn từ cuối thời hậu Lê và gắn bó với sự hình thành và phát triển của nhà Nguyễn. Khi ấy, vào năm 1558, Chúa Nguyễn Hoàng cùng toàn thể gia quyến bắt đầu Nam tiến, thoát khỏi sự kìm kẹp của Chúa Trịnh ở Đàng Ngoài, nhẫn nhục, chờ thời cơ gây dựng sự nghiệp. Lúc đó, ông chiêu mộ nhiều thợ nề giỏi có tiếng từ khắp các vùng miền để bắt đầu xây dựng nền móng cho một vương triều riêng. Nghề nề ngõa bắt đầu từ đây.
Tới thế kỉ XIX, khi Gia Long lên ngôi, mở ra kỉ nguyên mới của triều đại nhà Nguyễn với kinh đô đặt tại Phú Xuân (Huế), đất nước vẫn tiếp tục được mở mang, các công trình vẫn tiếp tục xây dựng. Khi đó, Bộ Công – một trong lục bộ của chính quyền trung ương lúc bấy giờ đã lập ra Nề ngõa tượng cục. Đây là một tổ chức nhà nước điều hành lực lượng những người thợ nề ngõa. Những người thợ nề ngõa được cắt do một dải đất hẹp dưới 2 mẫu, cách trung tâm Phú Xuân khoảng 3 km về hướng Bắc làm nơi ăn chốn ở, thuận tiện cho việc thực hiện các công trình lăng tẩm. Nơi đó là xóm Ngõa Tượng còn tồn tại tới ngày nay.

## Kỹ thuật
Kĩ thuật nề ngõa đề cập tới phương pháp xây móng, tường ngoài cùng kỹ thuật khảm sành sứ, họa tiết lên tường, trần,… trong kiến trúc cung đình Huế. Xây móng và tường ngoài: thường sử dụng các loại gạch chuyên, gạch vồ, có nơi còn xây những loại đá bùng, đá ong, đá chai, đá hoa cương,… tô trát các loại vôi vách thường phải tuân thủ những công thức pha chế riêng với những đặc tính khác nhau như trên: vôi hồ, vôi tro, vôi thau, vôi mật, vôi giấy, vôi bôi...
Khảm sành sứ trong các kiến trúc cung đình Huế thể hiện kĩ thuật điêu luyện với bàn tay khéo léo của các nghệ nhân nề ngõa trong tượng cục. Những mảng khảm sành sứ đã làm cho công trình trở nên lộng lẫy uy nghi. Có thể coi đây đặc trưng nổi bật và đạt đến đỉnh cao trong nghệ thuật kiến trúc đời Nguyễn.

## Tổ nghề
Sau khi hoàn thành xong Đại Nội tức Hoàng Thành, vua Nguyễn cho xây dựng Nề ngõa tượng đường tại xóm Ngõa Tượng làm nơi thờ tổ sư ngành nề. Bài vị đặt tại nơi đây có thờ Hoàng Ngọc Quốc Công Hoàng Ngọc Quý và còn lưu giữ 1 sắc chỉ từ triều Bảo Đại "Dực bảo trung hưng linh phù chi thần" thay cho sắc chỉ triều Tự Đức đã thất lạc. Hàng năm, đến ngày 24 tháng 11 Âm lịch, thợ nề khắp tỉnh Thừa Thiên Huế lại quy tụ về xóm Ngõa Tượng, xã Hương Trà tổ chức cúng tế và tưởng nhớ ông Tổ ngành nề.

## Bài liên quan
- Thợ hồ
- Nề ngõa tượng cục